# Eden V
La Eden V, talvolta citata anche come Etsuyo Maru, fu una nave da carico di costruzione giapponese, incagliata dal 1988 sul fondale di una spiaggia di Lesina Marina, in provincia di Foggia. È considerata una delle cosiddette "navi a perdere".

## Storia
Secondo un'indagine condotta dal giornalista Gianni Lannes, la nave sarebbe stata costruita in Giappone nel 1968, e varata con il nome di Etsuyo Maru; la nave era di 3119 tonnellate di stazza per 95 metri di lunghezza.
La nave avrebbe cambiato diversi nomi: Pollux nel 1980, Mania nel 1983, Haris nel 1984, Hara nel 1985, Happiness nel 1986, Fame, Leskas Sky e Kiriaki nel 1987, Ocanido, Sea Wolf ed infine Eden V nel 1988.

### Naufragio
Il 16 dicembre 1988, alle ore 16:25, la nave venne avvistata da un elicottero della guardia costiera incagliata presso le coste di Lesina Marina, a dodici miglia dalle isole Tremiti; il comandante Ubaldo Scarpati, allora responsabile della capitaneria di porto di Manfredonia, contattò via radio il comandante della Eden V, che non aveva lanciato il mayday e rifiutò ogni forma di assistenza facendo sapere che non correva pericolo e che egli stesso avrebbe provveduto al disincaglio, come riportato nel rapporto inviato alla Procura di Lucera. Il comandante, il libanese Hamad Bedaran, poi dileguatosi, venne interrogato dal sostituto procuratore Eugenio Villante, al quale dichiarò che la nave era salpata da Beirut o Tripoli (in Libano), dove aveva scaricato legname, e da lì era diretta aveva puntato a Porto Tolero, in Jugoslavia, per caricarvi una partita di ferro. Secondo Lannes, invece, la nave da anni faceva la spola per il traffico d'armi e di scorie tossiche e radioattive.
Le circostanze del naufragio non sono state chiarite; Bedaran affermò di essersi avvicinato alla costa, dove la nave si era poi incagliata, per cercare riparo dalle pessime condizioni meteorologiche.
Durante questo viaggio la nave batteva bandiera maltese, ma il compartimento marittimo di La Valletta, interrogato il giorno seguente, dichiarò di ignorare completamente l'esistenza della nave; venne poi determinato che i documenti di bordo erano falsi. I membri dell'equipaggio, quasi tutti mediorientali, vennero rimpatriati.

### Indagini e tentativi di rimozione
Un'ispezione effettuata il 23 dicembre successivo accertò che la nave era troppo leggera per resistere alle onde, dato che le pompe delle zavorre non funzionavano e i vani per appesantire la nave erano vuoti. Apparentemente, inoltre, era stata svuotata anche la stiva: la nave trasportava dei "blocchi di manufatti compatti di natura non identificata" la maggioranza dei quali, come risultante anche da alcune interrogazioni parlamentari eseguito l'anno seguente, sembrerebbe esser stata scaricata di nascosto e fatta sparire da parte dell'equipaggio della nave. I serbatoi della nave conterrebbero inoltre ancora molto carburante, in piccola parte fuoriuscito dalla carena. Alcuni tentativi di rimozione, da parte di privati, furono tentati senza successo in quegli anni.
Indagini effettuate il 24 ottobre 1997 dal Presidio Multizonale di Prevenzione dell'unità sanitaria locale di Foggia non trovarono tracce di idrocarburi né di altre sostanze tossiche nelle vicinanze del relitto; nel 2005, il Ministero dell'ambiente dichiarò, in risposta ad un'altra interrogazione, che non era mai stato rilevato alcun rischio di inquinamento ambientale e che il relitto non costituiva un pericolo e che un ulteriore tentativo di rimozione avrebbe necessitato di una grossa somma di denaro.
Nel 2006 si è conclusa una gara d'appalto per la rimozione del relitto, ma la demolizione è stata interrotta nel 2007, poiché l'azienda incaricata non aveva avuto le autorizzazioni per il consenso dello smaltimento dei rifiuti.
Un dossier del 2009 di Legambiente sugli affondamenti sospetti affermava che "attorno allo scafo, per un raggio di tre chilometri sul litorale, giacciono 23 barili arrugginiti e maleodoranti, rimossi dall'amministrazione provinciale di Foggia solo nel 2007, dopo un'interrogazione parlamentare di Legambiente". A seguito di indagini più approfondite dell'azienda sanitaria locale si è scoperto che i barili contengono circa 2 tonnellate di materiale radioattivo con un indice di 1.700 Bq, 16 volte maggiore della soglia di rischio per l'essere umano, stabilita convenzionalmente in 100Bq.
Ad oggi è considerato uno dei relitti più discussi del Mediterraneo in quanto si trova in un tratto di zona di rilievo internazionale vincolato dalla Convenzione di Ramsar, all'interno del Parco Nazionale del Gargano, con gravi pericoli per l’ambiente, il paesaggio e la salute dei frequentatori e bagnanti.
A fine marzo 2014, una gran parte del relitto è stata rimossa, lasciando arenato solo il fondo dello scafo.